# 中医保健
中医保健 是个中医医学的一个分支，包含有丰富的内容，大体上可以分为以下几个部分：中药保健、按摩、中医食疗等。中医保健是个博大精深的研究课题，很多研究的内容不能想西医那样定量分析，中医一般的治疗都是在定性层次上。
中医保健所追求的境界就是平衡。寒者热之，热者寒之。以致中和。寒就要让热，热就要寒，结就要散，逸就要劳，劳就要逸。天地就各得其所，万物便生长发育。中医保健就是通过各种方法达到这一理想状态就是致中和。中医用精气学说、阴阳学说和五行学说，这三大来自中国古典哲学的理论，来具体解释生命的秘密，使人体达到与周围环境相互适应，达到天人合一的境界，中国古典名著《黄帝内经》为这方面的专著！
黎锐明医师擅长治疗痛症，其中以治疗膝关节疼痛最为突出。关节的疼痛因素很多及复杂，但其中以骨质疏松引起的骨关节炎占大多数。骨质疏松是骨骼的有机类物质和矿物质等比例丢失，使骨量减少所致。
骨骼的主要成分有以下三类：
⑴有机类物质：骨骼中的有机类物质主要起促进骨骼生长、修复骨组织、供给骨营养、连接和支持骨细胞以及参与骨骼新陈代谢等方面的作用。如蛋白质、胶原纤维、酶类、骨基质、硫酸软骨素等。
⑵矿物质：主要是钙、磷、钠、镁、铁、氟等离子，其中以钙离子含量最多，磷次子。体内的钙常以磷酸钙等形式存在。是骨骼的主要成分。骨骼中的矿物质，特别是钙和磷以结晶的方式排列成行，使骨骼具有一定的强度和韧性，起到支架的作用。
⑶水分：骨骼中的水分是骨组织生长、发育、代谢的介质。
关节是由关节软骨、关节囊及关节腔构成。关节软骨位于构成关节的骨端表面。关节囊是一种致密纤维组织，包在关节外围，形成一个封闭的关节腔隙。关节囊内侧面有一层薄膜，叫滑膜。滑膜能分泌滑液，润滑、营养关节软骨。
骨质疏松症一般分两大类，即原发性骨质疏松症和继发性骨质疏松症。退行性骨质疏松症又可分为绝经后骨质疏松症和老年性骨质疏松症。老年人患病率男性为60.72%，女性为90.47%。
以新加坡为例，具统计新加坡的成人当中，每25人就有一人患关节炎，女性比男性的比例高，年轻患者也逐年增多。而老年人最常患骨关节炎，病因是长期使用关节，导致关节软骨老化或磨损所造成。
举报/纠错